# Ankerketting

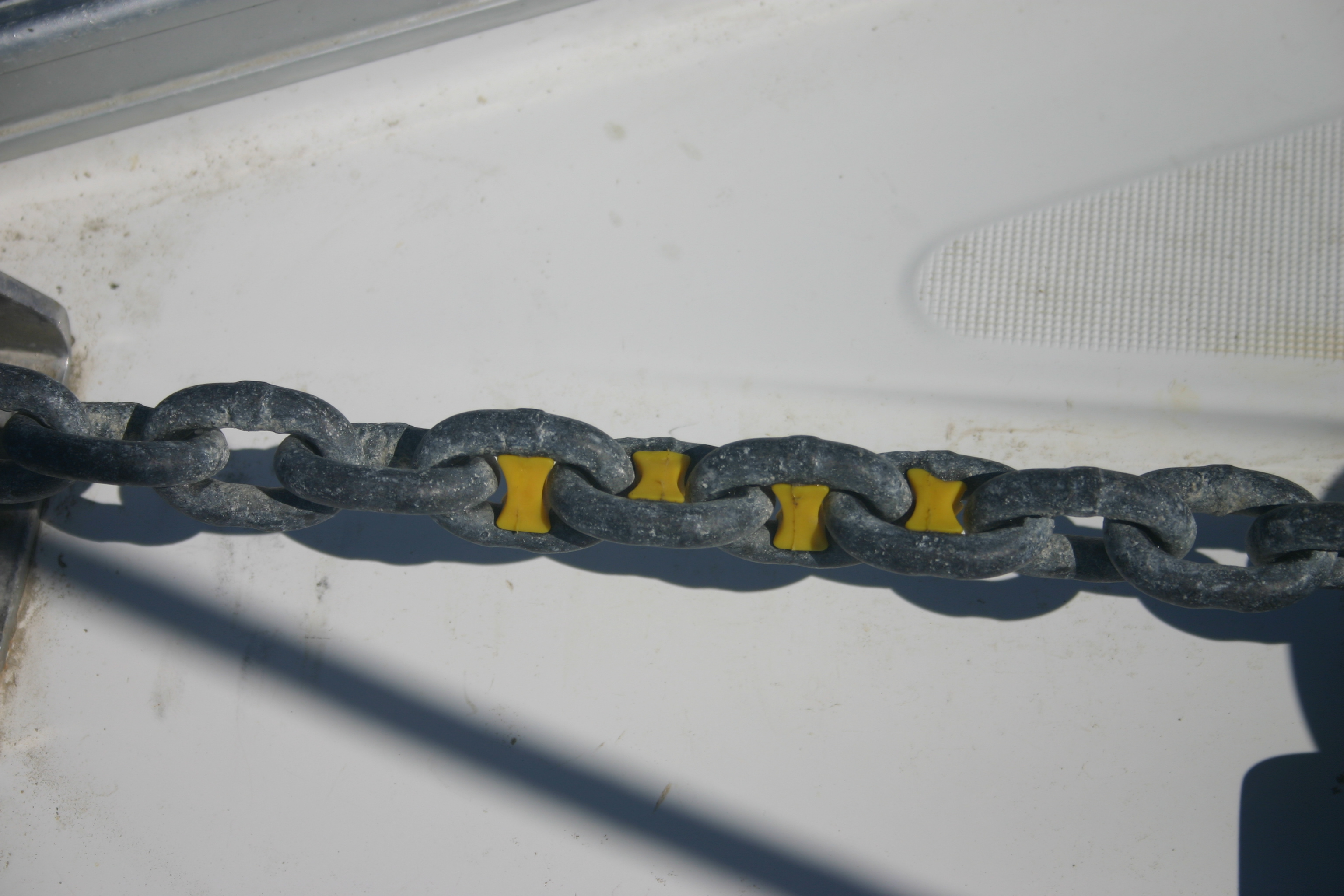
Een ketting met merken die aangeven hoeveel lengte er gestoken is. Een lengte is 27,5 meter, 15 vadem

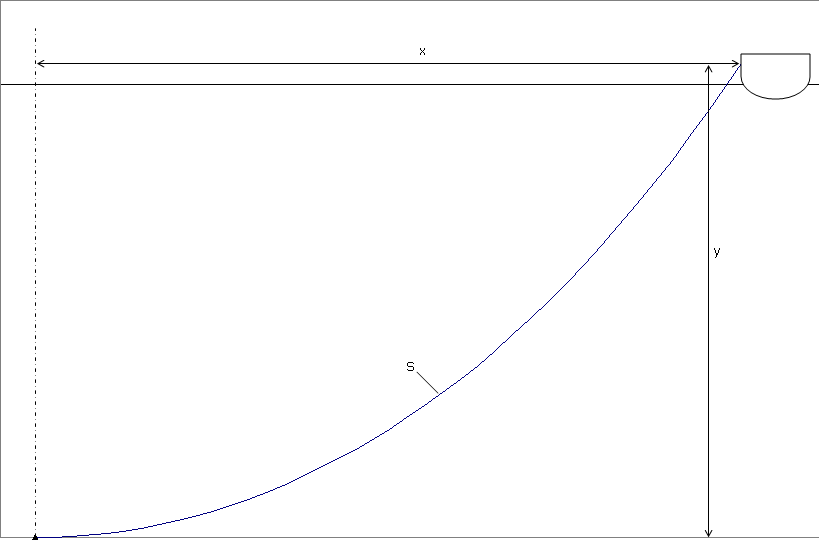
De ketting loopt volgens de kettinglijn

Een ankerketting is een schakelketting waarmee een anker verbonden is met een schip, veelal via een ankerspil. De ankerlier heeft daartoe een nestenwiel waarin de schalmen van de ketting vallen. Via een ankerkluis gaat de ketting overboord. De ketting wordt op grotere schepen via de kettingkoker opgeborgen in de kettingbak, waar deze bevestigd is met een slampamper. Op zee wordt het anker gezeevast met de kettingstopper.
De ketting is opgebouwd uit stalen schalmen, veelal met dam of middenstift om te voorkomen dat de ketting dichtknijpt, wat deze onklaar zou maken. Bij kortere schalmen is dit niet nodig. Het anker wordt met een D-sluiting bevestigd aan de eindschalm zonder dam, eventueel met wartel. Met een kenterschalm of patentschalm kunnen bestaande kettingen aan elkaar worden verbonden.
Een voordeel van een ketting ten opzichte van een staalkabel is dat een ketting zwaarder is. De hoge soortelijke massa van ketting draagt eraan bij dat de kettinglijn steiler naar beneden loopt en er minder lengte nodig is om de zeebodem te raken. Als de ketting de zeebodem raakt, dan is de trekkracht ter plaatse van het anker horizontaal gericht, waardoor het anker zich minder snel uitgraaft. Bij een opwaarts gerichte kracht zullen de meeste ankers uit de bodem getrokken worden en hun houdkracht grotendeels verliezen. Aan de hand van de kettinglijn kan berekend worden hoeveel ketting er gestoken moet worden bij een bepaalde verwachte kracht. Deze kracht is afhankelijk van wind en stroom en de scheepsvorm- en grootte. Dit is onderdeel van het uitrustingsgetal waarmee de lengte en diameter van de ankerketting worden bepaald, afhankelijk van de staalkwaliteit.
Om tijdens het ankeren eenvoudig te kunnen zien hoeveel ketting er gestoken is, zijn er veelal merken aangebracht per kettinglengte. Een kettinglengte is 27,5 meter, 15 vadem. Bij de Koninklijke Marine wordt gesproken over stukken, een lengte van 27,5 meter. Bij uitgeven en innemen van ankerketting wordt dan ook gesproken van x stukken op de bak.
Tijdens het opankeren wordt wel de ankerwas bijgezet om de meegekomen modder af te spoelen. Modder die meekomt in de kettingbak, wordt onder in de slikbak opgevangen die daartoe een lensleiding heeft.